# Andrzej Chodkiewicz
Andrzej Waldemar Chodkiewicz (ur. 10 listopada 1956) – polski działacz polonijny, dyplomata i urzędnik konsularny.

## Życiorys
Absolwent Wydziału Historycznego Uniwersytetu Warszawskiego (1979). Uczył historii w XIV Liceum Ogólnokształcącym im. Stanisława Staszica w Warszawie (1980–1986) oraz był kierownikiem działu historycznego miesięcznika „Chrześcijanin w Świecie” (1986–1990), zastępcą kierownika działu zagranicznego Tygodnika Społecznego „Ład”, a także sekretarzem redakcji „Znaki Czasu” (1989/1990). Od kwietnia 1990 pracował w Stowarzyszeniu „Wspólnota Polska”, pełniąc funkcję najpierw zastępcy dyrektora, a od 1991 dyrektora Biura Zarządu Krajowego Stowarzyszenia. W latach 1990–1998, w kolejnych trzech kadencjach, był członkiem jego Zarządu Krajowego. Współorganizował wówczas spotkania polonijne, np. konferencję „Kraj-emigracja” w Rzymie w 1990, III Zjazd Polonii i Polaków zza Granicy w 2007. W latach 2010–2015 był konsulem generalnym RP w Grodnie. Od listopada 2015 do lipca 2019 konsul generalny RP w Sankt Petersburgu. Od sierpnia 2019 do listopada 2021 kierownik Agencji Konsularnej RP w Smoleńsku.
Otrzymał Krzyż Kawalerski Orderu „Za Zasługi dla Litwy” (2006) oraz Krzyż Kawalerski Orderu Odrodzenia Polski (2014).